# Emotionale Invalidierung
Invalidierung ist ein Begriff aus der Psychologie, den die US-amerikanische Psychologin Marsha M. Linehan in ihrer biosozialen Theorie über Borderline-Störung eingeführt hat und der insbesondere in der Dialektischen-Behavioralen Therapie (DBT) eine zentrale Rolle spielt. Unter einer emotionalen Invalidierung versteht man in diesem Kontext, dass das emotionale Erleben und Verhalten eines Menschen von seiner Umwelt entwertet oder für ungültig erklärt wird. 
Der Begriff wird zudem als ein bedeutender Faktor bei der Entstehung und Aufrechterhaltung von emotionalen Problemen betrachtet, insbesondere bei Menschen mit Borderline-Persönlichkeitsstörung (BPS), kann jedoch auch bei affektiven Störungen (z. B. der Depression) oder Sozialen Angststörungen sowie bei Patienten mit Essstörungen angewandt werden. Die Entwertung erfolgt meistens unbewusst und ungewollt, hat jedoch ernste Folgen, die das Wohlbefinden belasten.

## Geschichte
Marsha M. Linehan, welche die These zur emotionalen Invalidierung aufstellte, arbeitete zunächst mit suizidalen Patienten in einer Klinik in Buffalo und machte ab 1972 eine Ausbildung in Verhaltenstherapie an der Stony Brook University bei Gerald C. Davison. Als Lehrende wechselte sie 1977 von der Catholic University of America an die University of Washington in Seattle und ist dort seit 1989 ordentliche Professorin für Psychologie. In ihren verhaltenstherapeutischen Forschungen konzentriert sie sich auf das Thema „Therapie suizidaler Borderline-Patientinnen“ und hat ein in seiner therapeutischen Wirksamkeit empirisch geprüftes Behandlungskonzept vorgestellt. Ausgehend von der kognitiven Verhaltenstherapie hat Linehan die Dialektisch-Behaviorale Therapie entwickelt, ein Therapiekonzept, zu dem insbesondere die Beziehungsarbeit in Einzelsitzungen und das Training psychosozialer Fertigkeiten innerhalb einer Gruppe gehören.
In der Gegenwart werden ihre Ideen und Behandlungskonzepte in diversen Psychiatrien sowie bei psychologischen Therapeuten angewandt und durchgeführt.

## Biosoziales Modell

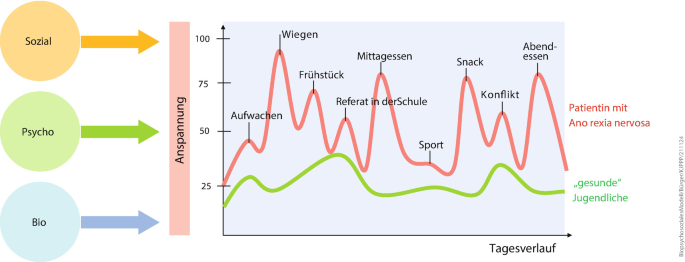
Ein Vergleichsmodell der emotionalen Invalidierung, hier: Patienten mit Anorexia Nervosa

In der DBT werden die Symptome einer BPS als das Zusammenwirken von zwei Faktoren erklärt. Ein Faktor allein reicht nicht aus eine BPS hervorzubringen. Es ist das Zusammenwirken, das die Symptome entstehen lässt. Es handelt sich hier um einen biologischen und um einen sozialen Faktor, deshalb „biosoziales Modell“:
- Der erste Faktor ist eine biologische Verletzlichkeit (Vulnerabilität) der betroffenen Person, die zum Teil angeboren ist. Sie bringt es mit sich, dass eine Person sehr schnell sehr starke Gefühle erlebt (deutlich stärker als die meisten Menschen) und sich nur langsam wieder beruhigt. Es gibt mittlerweile eine ganze Menge von wissenschaftlichen Ergebnissen, die auch bestätigen, dass es diese angeborene Vulnerabilität tatsächlich gibt. Schon die betroffenen Kinder reagieren emotional stärker als andere, was Bezugspersonen nicht immer verstehen können. Diese sehr starken Emotionen führen auch immer wieder dazu, dass sich eine Person im Jugend- bzw. Erwachsenenalter nicht mehr anders zu helfen weiß, als sich selbst zu verletzen oder Suizidversuche zu machen, um aus diesen unerträglichen Spannungszuständen herauszukommen.
- Der zweite (soziale) Faktor ist eine invalidierende Umgebung in der Kindheit und Jugend, d. h. nahe Bezugspersonen wie Eltern oder Großeltern, aber auch Tanten, Onkeln, Lehrer, Mitschüler etc. reagieren auf die sehr starken Gefühle, Gedanken und Bedürfnisse der betroffenen Person nicht angemessen, sie „invalidieren“ die Gefühle der Person. Das kann sein, weil sie z. B. selbst chronisch überlastet sind, weil sie körperlich, emotional oder sexuell gewalttätig sind oder weil sie selbst eine psychische Auffälligkeit haben, die sie an angemessenen Reaktionen auf die kindlichen Gefühle hindert (z. B. depressive Eltern, die nicht auf die Bedürfnisse ihrer Kinder eingehen können, ängstliche Eltern, deren eigene Angst immer im Vordergrund steht, sehr perfektionistische Eltern, die ihren Kindern zu viel abverlangen usw.)

### (Hoch)Sensibilität als Folge
In sehr vielen Fällen, wo Patienten in einem invalidierenden Umfeld aufgewachsen sind, wurde beobachtet, dass eine biologische Vulnerabilität und eine Lebensgeschichte mit Invalidierungen zu einer außergewöhnlichen (Hoch)Sensibilität (SPS) führen kann.
Menschen mit Hochsensibilität (SPS) und einer Borderline-Persönlichkeitsstörung (BPS) weisen, basierend auf ihrem Temperament, Gemeinsamkeiten in Bezug auf ihre hohe Empfindsamkeit und Verletzlichkeit auf. Beide Personenkreise zeigen beispielsweise Beziehungsängste und Sorge vor interpersoneller Zurückweisung. Erste Hinweise auf einen Zusammenhang zwischen einer BPS und SPS liefert eine Studie von dem Psychologen Meyer Et Al. Im Zeitraum 2015–2016 wurden im deutschsprachigen Raum N = 1105 Erwachsene (MW-Alter 39,75 Jahre; SD = 11,50, 954 Frauen) online zu ihrer Feinfühligkeit und ihren BPS Symptomen befragt. Die Korrelationen zwischen PSSI-BL und SPS zeigten schwache bis mittlere Zusammenhänge, jedoch waren die Zusammenhänge nach Auspartialisierung der jeweils anderen beiden Subskalen der HSPS‑G mit BL (spontaner-Borderline-Typus) geringer und finden sich eher im Zusammenhang mit dem Faktor EOE (Leichte Erregbarkeit) wieder. Im Gruppenvergleich berichten hochsensible Menschen höhere Werte auf der PSSI (Persönlichkeits-Stil-und-Störungs-Inventar)-BL-Subskala als Nicht-Hochsensible. Da BPS und SPS Überschneidungspunkte aufweisen, sollte SPS bei BPS gegebenenfalls mit in Erwägung gezogen werden. Behandlungsimplikationen nach kognitiv-behavioralen Ansätzen werden in vielen Fällen vorgeschlagen.

## Allgemeines
Invalidierung ist ein Begriff, den Marsha Linehan in ihrer biosozialen Theorie über Borderline-Störung eingeführt hat, zur Beschreibung von Vorgängen und Situationen, in denen Menschen einem ungünstigen Klima von mangelndem Einfühlungsvermögen bis hin zu Missbrauchserfahrungen ausgeliefert sind. So können bei den Betroffenen dysfunktionale Strategien entstehen und Schwierigkeiten im Umgang mit Gefühlen die Folge sein. Tritt dies in der Sozialisationsphase (also im Kindes- und Jugendalter) auf, so können die Betroffenen den Umgang mit ihren Gefühlen nicht richtig erlernen.
„Invalidierung“ erfolgt also, wenn die Gefühle der Heranwachsenden dauerhaft nicht ausreichend gewürdigt und ernst genommen werden und wenn sie missachtet oder verdreht werden. Das Kind lernt dadurch nicht, wie es Erregungen benennen und regulieren und emotionale Spannungen aushalten kann. Auch als Erwachsene sind die Betroffenen oft nicht in der Lage, sich auf die eigenen Gefühle zu verlassen und diesen zu vertrauen.

## Anspannung

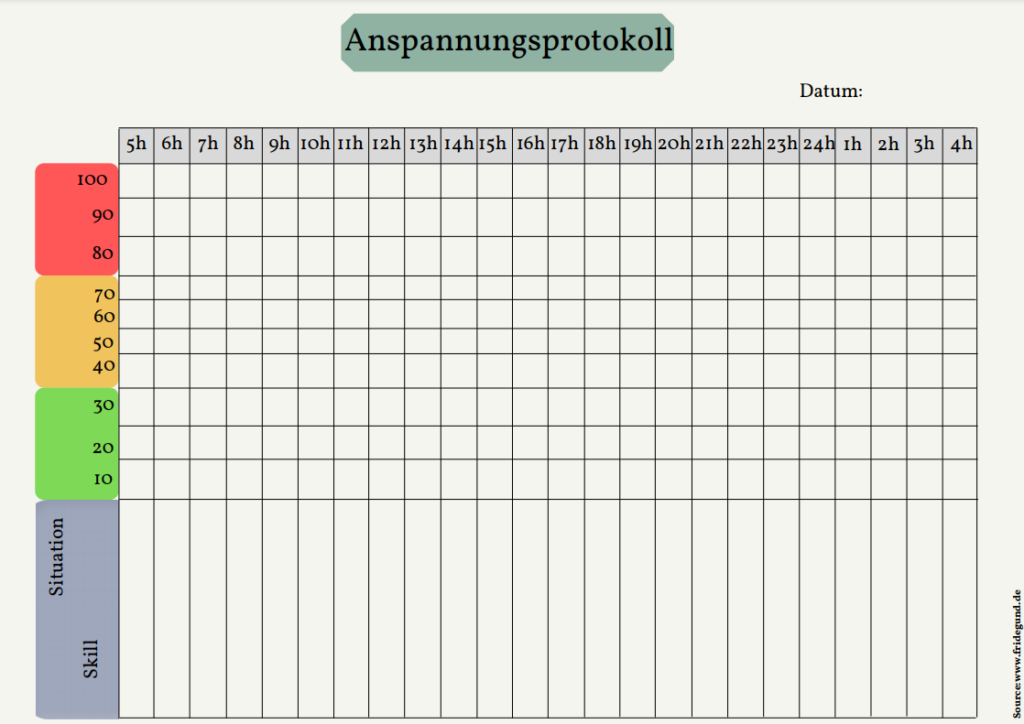
Beispiel für ein Anspannungsprotokoll

In der Dialektisch-Behavioralen Therapie (DBT) wird die innere Spannung einer Person häufig auf einer Skala von 1 bis 100 eingeteilt, wobei verschiedene Bereiche definiert sind, um den Stresslevel zu beschreiben:
Ein normaler Stresslevel, den eine Person in einem entspannten Zustand erlebt, liegt typischerweise zwischen 30 und 40 auf dieser Skala. Dies entspricht einem Zustand, in dem die Person sich ruhig und gelassen fühlt, ohne übermäßige Belastungen oder Anspannung.
Bei erhöhter Aufregung oder Anspannung kann die Spannung auf dieser Skala auch auf 50 bis 60 ansteigen. In diesem Bereich fühlt die Person möglicherweise eine gesteigerte Erregung, aber ihr Verstand behält immer noch eine gewisse Kontrolle über ihre Gedanken und Handlungen.
Ab einem Spannungsniveau von etwa 70 wird in der DBT von Hochspannung gesprochen. In diesem Stadium ist die Anspannung so hoch, dass die Person Schwierigkeiten haben kann, ihre Gedanken zu ordnen oder angemessen auf ihre Umgebung zu reagieren. Dieser Zustand kann von intensiven Emotionen, impulsivem Verhalten oder einem Gefühl der Überlastung gekennzeichnet sein, wodurch die Fähigkeit zur emotionalen Regulation stark beeinträchtigt werden kann.

## Skills
In der Dialektisch-Behavioralen Therapie (DBT) beziehen sich „Skills“ auf spezifische Fertigkeiten oder Techniken, die entwickelt und angewendet werden, um verschiedene Aspekte der psychischen Gesundheit zu verbessern. Diese Therapiemethode wurde von der Psychologin Marsha M. Linehan entwickelt, um insbesondere Menschen mit Borderline-Persönlichkeitsstörungen zu helfen, hat sich jedoch als wirksam bei einer Vielzahl von psychischen Gesundheitsproblemen erwiesen.
DBT-Skills umfassen verschiedene Bereiche, darunter Achtsamkeit, zwischenmenschliche Fähigkeiten, emotionale Regulation und Stressbewältigung. Die Kernkompetenzen der Achtsamkeit konzentrieren sich darauf, das Bewusstsein für den gegenwärtigen Moment zu schärfen und die Selbstwahrnehmung zu stärken. Zwischenmenschliche Fertigkeiten zielen darauf ab, effektive Beziehungen aufzubauen und zu pflegen, indem sie Kommunikation, Konfliktlösung und Empathie fördern. Emotionale Regulationsfertigkeiten helfen dabei, Emotionen zu identifizieren, zu verstehen und zu regulieren, während Stressbewältigungsfertigkeiten darauf abzielen, gesunde Bewältigungsstrategien zu entwickeln, um mit stressigen Situationen umzugehen.

## Charakteristische Aussagen
Die emotionale Invalidierung kann sehr viele Aussagen und Zitate einschließen. Jedoch sind charakteristische Aussagen für die emotionale Invalidierung folgende:
- „Das ist doch übertrieben, das ist kein Grund zu weinen.“
- „Sei nicht kindisch, es gibt keinen Grund, Angst zu haben.“
- „Das war es, es ist nichts passiert.“
- „Ich habe schon Schlimmeres erlebt.“
- „Denk nicht darüber nach, sei positiver.“
- „Du willst nur Aufmerksamkeit.“
- „Hör auf, dich zu bemitleiden, geh raus und habe Spaß.“

Es ist häufig nicht bekannt, dass bestimmte Kommentare eine verletzende Wirkung haben können. Sie können dazu führen, dass eine Person sich emotional zurückzieht oder ihre Gefühle verleugnet, da sie das Gefühl hat, dass ihre Emotionen nicht akzeptiert werden. Auch lediglich gut gemeinte Kommentare, die motivieren sollen, können in manchen Fällen genau das Gegenteil bewirken.

## Selbstverletzung
Selbstverletzendes Verhalten (SVV) bezeichnet eine Reihe von absichtlichen Handlungen, bei denen eine Person sich selbst Schaden zufügt. Typische Formen sind das Schneiden, Verbrennen oder Schlagen des eigenen Körpers. Diese Verhaltensweise tritt häufig aufgrund von emotionaler Dysregulation auf, wobei starke und oft überwältigende Emotionen wie Angst, Wut oder Leere eine Rolle spielen.
Die Dialektisch-Behaviorale Therapie ist ein Ansatz im Sinne des Heilpraktikergesetzes (vgl. Psychotherapie (Heilpraktikergesetz)), der insbesondere zur Behandlung von Borderline-Persönlichkeitsstörungen (BPS) entwickelt wurde, die oft mit SVV einhergeht. Ein zentraler Aspekt der DBT ist die Förderung von Fähigkeiten zur Emotionsregulation, Achtsamkeit, zwischenmenschlichen Beziehungen und Stresstoleranz.
Der Zusammenhang zwischen SVV und DBT liegt darin, dass DBT als eine wirksame Therapieform für Menschen mit SVV gilt. Oft haben Personen mit SVV Erfahrungen von Invalidierung gemacht, bei denen ihre Gefühle und Erfahrungen nicht ernst genommen oder abgewertet wurden. Dies kann dazu führen, dass sie Schwierigkeiten haben, sich selbst zu verstehen oder zu akzeptieren.
In der DBT wird der Prozess der Invalidierung angesprochen und es wird eine Umgebung geschaffen, in der die Gefühle und Erfahrungen der Person als gültig und wichtig betrachtet werden. Dies fördert Selbstakzeptanz und Selbstwert, was wiederum hilft, gesündere Bewältigungsstrategien zu entwickeln und SVV zu reduzieren.

## Folgen
In der Kindheit kann emotionale Invalidierung besonders belastend sein, vor allem wenn sie von Eltern oder den engsten Bezugspersonen ausgeht. Allerdings können auch spätere Beziehungen, sei es mit Freunden, Gleichaltrigen oder romantischen Partnern, zutiefst schädliche Folgen haben. Im Folgenden werden die häufigsten Konsequenzen der emotionalen Entwertung aufgezeigt:

### Fehlendes Emotionsmanagement
Der richtige Umgang mit den Emotionen muss gelernt sein. Wenn dies aufgrund der emotionalen Entwertung in der Kindheit nicht möglich ist, tun sich die betroffenen Personen auch im Erwachsenenalter mit ihren Gefühlen schwer. Sie sind schnell überfordert und reagieren unangemessen. Außerdem gibt es einen Zusammenhang zwischen der emotionalen Invalidierung in der Kindheit und der Borderline-Persönlichkeitsstörung.

### Ständige Selbstzweifel
Gefühle fungieren als natürlicher Kompass, der unser Verhalten und unsere Beziehungen zu anderen lenkt. Sie helfen uns dabei zu erkennen, was uns motiviert oder ängstigt. Wenn wir jedoch nicht gelernt haben, angemessen mit unseren Gefühlen umzugehen, können wir ihre Botschaft nicht klar verstehen.
Emotionale Invalidierung kann dazu führen, dass man glaubt, dass die eigenen Gefühle immer falsch oder unangemessen sind. Dadurch verlieren Emotionen ihre Führungsfunktion und ständige Selbstzweifel können letztendlich zu einem Verlust der eigenen Identität führen.

### Schamgefühle
Schamgefühle können sich in solchen Situationen verstärken. Obwohl wir alle Aufmerksamkeit und eine emotionale Verbindung zu anderen brauchen, fühlt man sich durch emotionale Entwertung oft lächerlich und schämt sich dafür, dass man eigentlich das Bedürfnis nach sozialen Kontakten hat. Es wird unangenehm, Gefühle auszudrücken, auch wenn man sich wünscht, dass andere sie verstehen.
Dies kann dazu führen, dass man sich zurückzieht, seine Emotionen verbirgt und es dadurch schwieriger wird, eine gesunde, tiefgehende Beziehung aufzubauen. Der Wunsch nach Nähe und Verbindung steht im Konflikt mit der Scham, die aus der Entwertung der eigenen Gefühle resultiert.

### Mangelndes Einfühlungsvermögen
Die emotionale Invalidierung in der Kindheit kann dazu führen, dass es schwerfällt, Empathie zu entwickeln, da es oft an entsprechenden Vorbildern fehlt. Viele Menschen, die mit dieser Erfahrung konfrontiert sind, neigen dazu, auch im Erwachsenenalter ähnlich zu reagieren. Das Verhalten, das sie als Reaktion erlernt haben, bleibt oft bestehen.

### Reduzierte Lernfähigkeit
Alle Emotionen haben wichtige Funktionen, die uns durch Lernprozesse führen. Wut fordert uns auf, uns zu verteidigen, Traurigkeit drängt uns zur Selbstpflege und Angst macht uns vorsichtig. Wenn wir jedoch unsere Gefühle unterdrücken oder von ihnen abkoppeln, können wir in verschiedenen Situationen nicht angemessen reagieren. Dadurch wiederholen sich oft dieselben Fehler.
Dies kann auch dazu führen, dass es schwerfällt, Entscheidungen zu treffen. Man denkt lange nach, kommt aber zu keinem Entschluss, da man sich nicht erlaubt, auf die eigenen Gefühle zu hören. Die Verbindung zu den eigenen Emotionen ist ein wesentlicher Bestandteil für eine gesunde Entscheidungsfindung und angemessenes Verhalten in verschiedenen Situationen.

### Konfliktive Beziehungen
Die Folgen der emotionalen Invalidierung haben nicht nur Auswirkungen auf das eigene Leben, sondern auch auf die Beziehungen zu anderen Menschen. Niemand möchte sich allein fühlen, wir alle wünschen uns Verständnis und Respekt. Wenn es einem jedoch schwerfällt, Gefühle auszudrücken und sich in andere einzufühlen, können diese sich distanzieren, da sie einen nicht verstehen.
Emotionale Entwertung führt häufig zu konfliktreichen Beziehungen, da die Kommunikation gestört ist und ein Mangel an gegenseitigem Verständnis besteht. Die Schwierigkeit, sich angemessen auszudrücken und empathisch zu sein, kann eine Barriere für eine gesunde und harmonische Beziehung darstellen.